# 小行星52421
小行星52421（52421 Daihoji）是一颗绕太阳运转的小行星，为主小行星带小行星。该小行星于1994年6月1日发现。
該小行星以日本愛媛縣久萬高原町的大寶寺命名。

## 轨道参数
小行星52421的轨道半长轴为3.1315394 UA，离心率为0.175。